# Hippaliosina inarmata
Hippaliosina inarmata är en mossdjursart som beskrevs av Osburn 1952. Hippaliosina inarmata ingår i släktet Hippaliosina och familjen Hippaliosinidae. Inga underarter finns listade i Catalogue of Life.